# راوة (مقاطعة كلاردشت)
راوة (بالفارسية: راوه) هي قرية تقع في قسم بيرون‌بشم الريفي (مقاطعة كلاردشت) في إيران.